# Émile Hazan
 (septembre 2019).
Si vous disposez d'ouvrages ou d'articles de référence ou si vous connaissez des sites web de qualité traitant du thème abordé ici, merci de compléter l'article en donnant les références utiles à sa vérifiabilité et en les liant à la section « Notes et références ».
Pour les articles homonymes, voir Hazan.
Émile Hazan est un libraire et éditeur français originaire d'Égypte.
Originaire du Caire, il est le fondateur d'une maison d'édition à son nom en 1927 à Paris.

## Émile Hazan etCieÉditeurs
Libraire vivant au Caire en tant que Français de confession juive, Émile Hazan choisit d’émigrer à Paris au début de l'année 1927 avec sa famille . En septembre, il crée une maison d'édition au 18 rue de Condé appelée Émile Hazan et Cie Éditeurs. Par la suite, le siège est transféré au 8 rue de Tournon.
En 1930, son frère Fernand crée également une maison d'édition, les Éditions de Cluny.
En mars 1933, Émile Hazan ouvre une librairie au 34 avenue Montaigne sous la dénomination Librairie François 1er qui devient l'adresse du nouveau siège de ses éditions. En mars 1937, les éditions Émile Hazan sont transférées au 70 rue de l'Université. En sommeil à partir de 1939 du fait de la guerre, revendue via les Éditions de Cluny en juin 1941 (la transaction sera annulée en mars 1945), la maison reprend vie en 1946 spécialisée dans le cheval, puis la marque Émile Hazan semble disparaître au début des années 1960, au profit de la seule raison sociale, les Éditions Fernand Hazan.
De 1927 à 1935, la plupart des ouvrages publiés sont numérotés, avec un maximum de 2 500 exemplaires. 
Parmi les auteurs publiés, l'on trouve Roger Allard, Francis Carco, André Chamson, Pierre Devaux, Luc Durtain, Édouard Herriot, Joseph Kessel, Pierre Mac Orlan, François Mauriac, André Maurois, Henry de Montherlant, Paul Morand, Vladimir Pozner pour la première Anthologie de la prose russe contemporaine (1929), Jean Prévost, Paul Souday, Philippe Soupault, Charles Vildrac, Israel Zangwill.
Certains ouvrages comportent parfois des gravures, signées entre autres par Lucien Boucher, Chas Laborde, André Dignimont, Pierre Gandon, Roger Grillon, Constant Le Breton, Jacques de Villeneuve-Allix, Grausala...
Parmi les collections lancées, l'on trouve une importante série d'ouvrages consacrés à l'équitation et la chasse, dirigée par Jean Prévost.